# George Catlett Marshall
George Catlett Marshall, ameriški general, politik in diplomat, * 31. december 1880, Uniontown, Pensilvanija, ZDA, † 16. oktober 1956, Washington, D.C., ZDA.
Med drugo svetovno vojno je bil Načelnik Generalštaba Kopenske vojske ZDA in glavni svetovalec za vojaške zadeve takratnega ameriškega predsednika Roosevelta. Winston Churchill ga je zaradi njegove vloge pri zmagi zaveznikov označil za »pravega organizatorja zmage«. Kot kasnejši državni sekretar je soustvaril ameriški načrt za povojno obnovo Evrope, ki je kmalu postal znan kot Marshallov načrt. Zanj je leta 1953 prejel Nobelovo nagrado za mir.